# Mas Vilapúdua
El Mas Vilapudua és una obra del municipi d'Avinyó (Bages) inclosa en l'Inventari del Patrimoni Arquitectònic de Catalunya.

## Descripció
Es tracta d'una masia de planta basilical amb coberta a doble vessant i el carener perpendicular a la façana principal, orientada a ponent. Al cos central s'hi afegí, al costat de migdia, una construcció moderna del segle xx, de planta rectangular i perpendicular al cos central de la masia. Les obertures originals, col·locades simètricament respecte a l'eix de la façana s'han modificat i se n'hi han obertes de noves. Construïda en un fort pendent, la masia aprofita els desnivells naturals per a bastir-hi les dependències complementàries de la masia i la pròpia capella familiar.

## Història
L'actual masia de Vilapúdua, coneguda també amb el nom històric de Vilapúdua de Baix, pertany a la parròquia de Santa Eugènia de Relat. L'església i les extenses terres que l'envoltaven foren venudes a finals del segle X al monestir de Ripoll per la família propietària, els Lluçà. La masia és documentada ja al segle xvi, car és esmentada en el fogatge de l'any 1553, en ressenyar les cases de "La parròquia de Sancta Eugenia de Relat terme de Lussanes" (Vilapúdua Sobirà i Vilapúdua Jussà).
Annexa a la Masia de Vilapúdua hi ha l'església i capella de la Mare de Déu de Núria, de la pròpia masia, una construcció del segle xx.